# Pseudochironomus pseudoviridis
Pseudochironomus pseudoviridis är en tvåvingeart som först beskrevs av Malloch 1915.  Pseudochironomus pseudoviridis ingår i släktet Pseudochironomus och familjen fjädermyggor. Inga underarter finns listade i Catalogue of Life.